# Radiotechnique
La Radiotechnique est une entreprise française du domaine de l'électronique créée en 1919 et qui est absorbée en 1996 par la société Philips, sa holding. L'activité de cette entreprise a joué un rôle dans l'industrie radiotechnique française du XXe siècle.

## Histoire

### Avant La Radiotechnique
L'aventure de l'industrie radiotechnique française débute grâce à Gustave Ferrié (1886-1932) et ses premières recherches radiotechniques avec Paul Brenot (1880-1967) et Émile Girardeau (1882-1970).
Une quarantaine d'années plus tard, É. Girardeau fonde à Suresnes la Société française radio-électrique (SFR).
Puis c'est à la fin de la Grande Guerre en 1918 que G. Ferrié crée la Compagnie générale de la télégraphie sans fil (CSF).

### Les débuts (1919-1923)

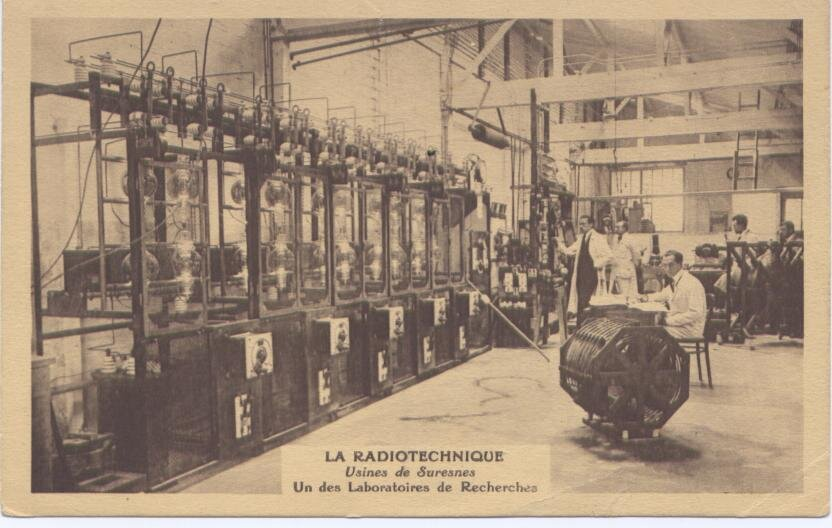
Usine de la Radiotechnique à Suresnes en 1937.

La Radiotechnique est fondée en 1919 à Lyon à la suite de la création d'un atelier de recherche. Ce n'est qu'une année après que la CSF rachète La Radiotechnique.
Puis vient en 1921 son transfert à Suresnes, au 51 rue Carnot, dans les locaux laissés vacants par le transfert de la Société française radio-électrique (SFR) à Levallois. La société avait été créée pour étudier et réaliser des tubes électroniques, que l'on appelait alors des lampes, aussi bien pour l'émission que pour la réception,. En effet, au tournant du XXe siècle, dans un contexte d'industrialisation, de nombreuses usines sont érigées non loin des berges de la Seine de la banlieue ouest-parisienne, jouant de la proximité avec la capitale et d'aménités géographiques particulières (transport par voie fluviale).
La Radiotechnique continua alors la fabrication de tubes électroniques. On peut lire dans Suresnes d'autrefois & d'aujourd'hui que dès 1926, six mille tubes électroniques de réception sont produits par jour par six cents ouvrières et ouvriers,.

### Les innovations et l'arrivée de Philips (1923-1931)

#### L'arrivée desrécepteurs radio
En 1929, l'activité de production des postes Radiola est transférée de la SFR à La Radiotechnique. À partir de la fin 1929, La Radiotechnique produisit le SFER 34, un des premiers postes récepteurs alimenté par secteur et qui pouvait donc être installé facilement dans les foyers.

#### L'entreprise Philips
L'entreprise Philips entra dans l'histoire de La Radiotechnique dès les premiers échanges commerciaux entre É. Girardeau et Anton Philips (1874-1951) en 1923, à la suite de litiges.
Des accords avec Philips furent passés en 1931, en vertu desquels Philips entrait dans le capital à hauteur de 49,9 % seulement, mais la société passait techniquement dans l'orbite de Philips, alors que la CSF se désengageait des activités grand public.

#### La recherche et CSF
Avec ces accords, La Radiotechnique s'engage à arrêter la concurrence, tandis que Philips doit s’abstenir de concurrencer la CSF pour le matériel professionnel. 
La CSF continue donc ses recherches qui ont démarré avant même l'arrivée de La Radiotechnique au 51 rue Carnot à Suresnes. Ce sont les  scientifiques du laboratoire d'électronique et de physique appliquée dont Yves Rocard (1903-1992), embauché en 1928, et Maurice Ponte (1902-1983), embauché en 1929, qui participèrent à l'invention de la pentode.

### La crise des années 1930 (1931-1939)
La crise de 1929 fait augmenter le taux de chômage français qui atteint 15,4 % en 1932 et entraîne de nombreuses grèves et manifestations en 1936 qui aboutiront au Front populaire. La Radiotechnique n'est pas épargnée et l'usine est occupée par une partie du personnel durant cette année-ci. 

### La Seconde Guerre mondiale (1939-1945)
La Défense nationale française durant la Seconde Guerre mondiale fut très intéressée par La Radiotechnique. L'entreprise n'a donc jamais cessé sa production de tubes électroniques professionnels et d'émetteurs-récepteurs durant la guerre. Un atelier est même créé à Angers à la demande de l'armée. 

#### La Résistance
C'est à la suite d'une occupation totale de l'usine par les nazis qui fut évitée grâce au directeur Henri Damelet (1896-1969) et la direction régionale que le directeur s'engage dans la Résistance. Il reçut le numéro de matricule 5819 du réseau F2.
Le premier numéro de La revue de La Radiotechnique de novembre 1945 relate l'histoire de la visite de Fritz Sauckel (1894-1946), qui organisa les déportations de travailleurs vers l'Allemagne nazie. Ce jour-ci et après l'annonce de sa visite, la direction prend la décision de cacher les jeunes hommes dans les vestiaires et sur le toit. F. Sauckel sera alors étonné de voir une usine remplie de femmes et de vieillard et repartira sans nouvelle main d’œuvre.

### L'après-guerre (1945-1953)

#### La production de l'entreprise
La Radiotechnique produit dès 1949 leur première télévision puis en 1951 elle produit la moitié de la production française des tubes de réceptions et 30 à 40 % des récepteurs radio.

#### Changements d'organisation
Après la guerre, en 1947, Philips acquiert la totalité de l'entreprise.
En 1951, la CSF se retire définitivement du capital et SFR renonce à sa participation dans l'entreprise. Les actions de La Radiotechnique sont alors introduites en Bourse, ce qui amène un développement de l'entreprise qui s'engage dans une décentralisation.

### La décentralisation (1953-1972)
Ce mouvement commence en 1953 avec le transfert des ateliers de production de radiorécepteurs et télévisions à Rambouillet et celui des tubes de réceptions à Chartres. Puis La Radiotechnique ouvre la filiale Compagnie des produits élémentaires pour industries modernes (COPRIM) à Évreux en 1955. En 1956, c'est une usine de production de tubes cathodiques qui ouvre à Dreux et une usine de pièces de rechange qui ouvre à Nogent-le-Rotrou. En 1957, La Radiotechnique participe avec Philips et CGE à la mise en place de la Compagnie générale des condensateurs à Joué-lès-Tours, tout en implantant une usine qui produit des semi-conducteurs à Caen. Puis en 1964, le service radio de développement et d'approvisionnement de Suresnes est transféré à Rambouillet. 
En 1969, La Radiotechnique compte neuf sites de production avec ses différentes filiales, dont RTC (Radiotechnique-Compelec), spécialisée dans les composants. L'entreprise comptait alors 10 000 personnes et produisait 25 % des téléviseurs fabriqués en France, 50 % des électrophones et 50 % des tubes électroniques, notamment au travers de ses filiales Coprim, Dario et RTC.
Puis en 1972, La Radiotechnique rachète Schneider au Mans.
| Année d'ouverture | Localisation     | Production                      | employés en 1960 |
| ----------------- | ---------------- | ------------------------------- | ---------------- |
| 1953              | Chartres         | tubes électroniques             | 1 147            |
| 1954              | Rambouillet      | Radio and television receivers  | 842              |
| 1955              | Évreux           | Composants électroniques        | 951              |
| 1956              | Dreux            | Télévision et tubes cathodiques | 1 242            |
| 1956              | Nogent-le-Rotrou | Pièces détachées                | 592              |
| 1957              | Caen             | Semi-conducteurs                | 1 480            |

### Le développement technologique (1962-1985)
Le laboratoire d'électronique et de physique appliquée déjà existant voit un nouveau laboratoire de recherches générales être créé en 1962. Des recherches aboutiront alors à l'apparition des transistors en 1964, du téléviseur mobile en noir et blanc appelé « Pamplemousse » et de la télévision couleur en 1967. 
Dès 1975, l'introduction des premières machines permettant d'insérer les composants sur les circuits engendre une réduction de la main-d'œuvre et une amélioration de la qualité. La miniaturisation s'amorce au sein de La Radiotechnique tout en changeant la production de l'usine de Chartres, qui arrête alors les tubes réceptions et commence à produire les lampes d'éclairages Philips.
Puis dans les années 1980 apparaissent les consoles de jeux, les cartouches de jeux électroniques, les répondeurs téléphoniques et les premières commandes à distance des téléviseurs. L'entreprise fabrique ensuite le magnétoscope en 1982 puis le Minitel 1, qui est sorti en 1985.

### La fin (1985-1996)
Après différents transferts de son activité au milieu des années 1980, La Radiotechnique devient Philips EGP (Électronique Grand Public) en 1990. L'entreprise est alors devenu une société fille qui disparaît en 1996 dans sa société holding Philips.